# Lagenandra keralensis
Lagenandra keralensis là một loài thực vật có hoa trong họ Ráy (Araceae). Loài này được Sivad. & Jaleel mô tả khoa học đầu tiên năm 2001.